# Odaiba

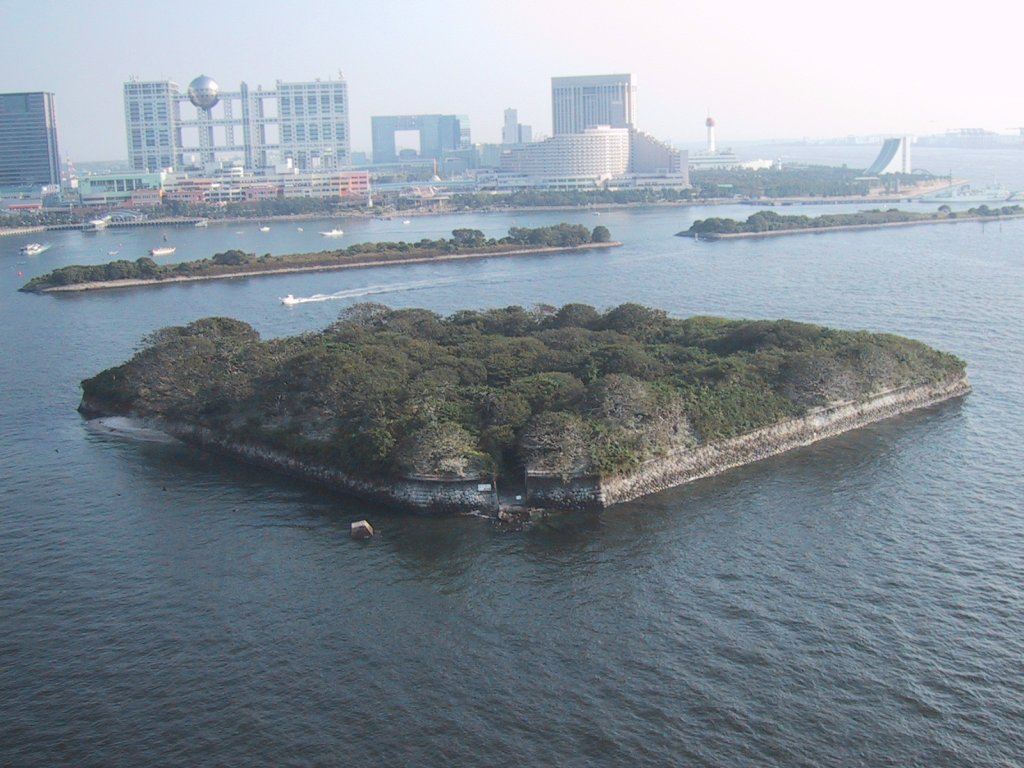
Dai-Roku Daiba (第六台場) o "No. 6 Battery", una delle isole originali dell'era Edo, come si vedono dal Rainbow Bridge. L'area artificiale di Odaiba è sullo sfondo.

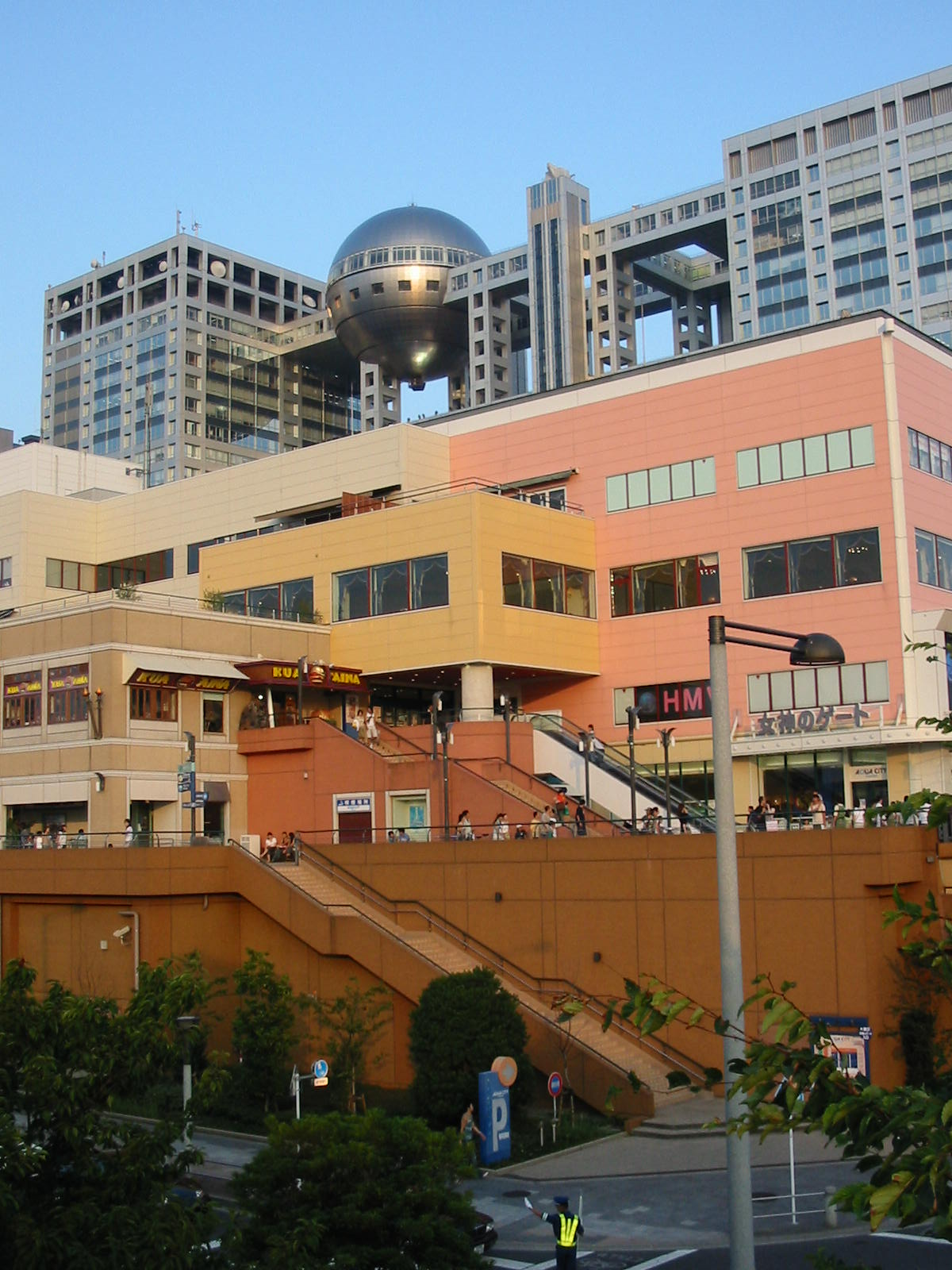
Aqua City e Fuji TV

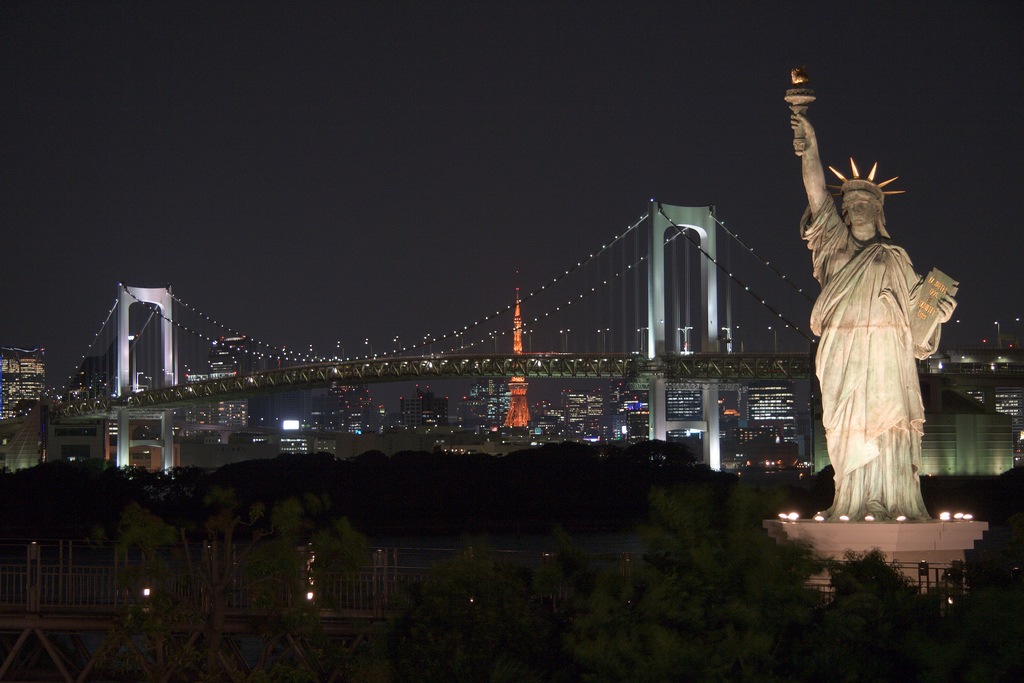
Rainbow Bridge e Statua della Libertà

Odaiba (お台場? a volte conosciuta come Daiba e a volte come città teleporto di Tokyo) è una grande isola artificiale nella baia di Tokyo, in Giappone. Fa parte dei quartieri speciali di Minato, Kōtō e Shinagawa.

## Storia
Odaiba era originariamente costituita da sei fortezze, costruite nel 1853 dallo shogunato Tokugawa per assicurare la protezione della città di Tokyo da un eventuale attacco dal mare. In quello stesso anno erano infatti giunte le Navi Nere del commodoro Matthew Perry, riconosciute come una delle minacce fondamentali alla sicurezza del paese. Daiba in giapponese significa "batteria", in riferimento ai cannoni posizionati sull'isola.
Nel 1928 la Dai-san Daiba (第三台場) o "Batteria numero 3" fu rimessa a nuovo ed aperta al pubblico come Parco metropolitano di Daiba, visitabile a tutt'oggi.
La moderna ricostruzione di Odaiba cominciò dopo il successo dell'Expo '85 a Tsukuba. L'economia giapponese stava attraversando un periodo d'oro, e Odaiba stava diventando il modello di una vita futuristica, costruita con un budget di oltre 10 miliardi di dollari. T3, come era soprannominata, doveva essere una città autosufficiente con oltre 100.000 residenti. La bolla speculativa scoppiò nel 1991, e già nel 1995 Odaiba era di fatto un'area abbandonata, sotto-popolata e piena di terreni liberi.
Nel 1996 l'area venne divisa nuovamente in zone che, oltre ad ospitare imprese ed aziende, permettessero la costruzione di distretti commerciali ed intrattenimenti, e l'area iniziò a ritornare in vita. Tokyo trovò qui, infatti, la spiaggia che non aveva mai avuto. Mentre nuovi hotel e centri commerciali aprivano, molte grandi compagnie, inclusa la Fuji TV, trasferirono le loro sedi principali sull'isola, contribuendo anche nel miglioramento dei collegamenti con la città.

## Attrazioni

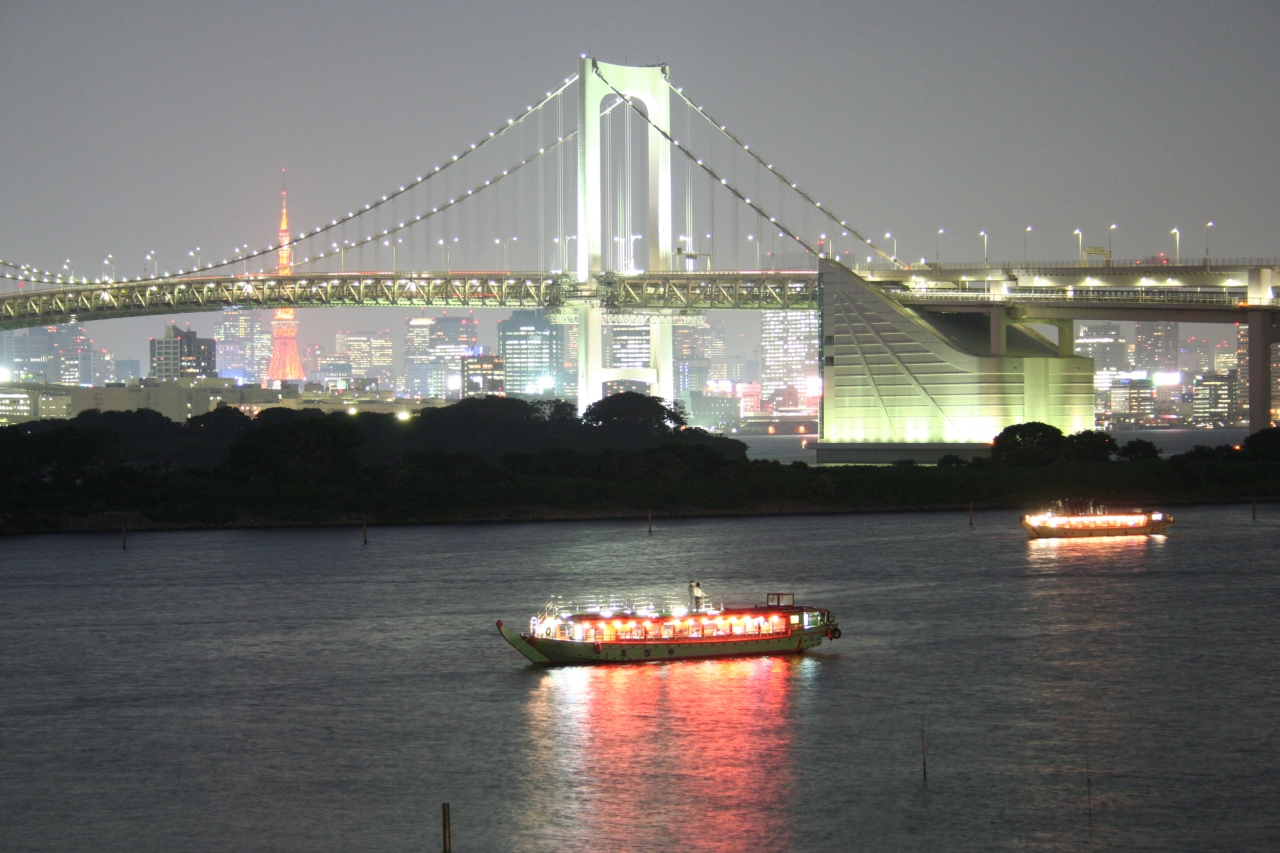
Rainbow Bridge visto dalla parte di Odaiba nella baia di Tokyo.

Oggi Odaiba è una popolare meta turistica per gli abitanti di Tokyo, oltre che per gli stranieri. È poi tappa obbligata per chi ama fare shopping. Tra le attrazioni principali vi sono:
- La sede della Fuji TV con il peculiare edificio disegnato da Kenzō Tange nel 1997
- Il Rainbow Bridge, che collega Odaiba al cuore della città di Tokyo
- Il centro commerciale Decks Tokyo Beach, al cui interno si trovano il Sega Joypolis e la Piccola Hong Kong
- Il centro commerciale Aqua City
- Una riproduzione (ad altezza naturale) del Gundam Unicorn dalla omonima serie animata
- Il Venus Fort, una galleria di negozi sul tema di Venezia
- La Daikanransha, ruota panoramica alta 115 metri
- Le fonti termali Ōedo-Onsen-Monogatari
- Il Tokyo Big Sight, centro fieristico polifunzionale di Tokyo, sede prescelta per ospitare due importanti fiere fumettistiche, la Tokyo International Anime Fair e il Comiket
- Lo Zepp Tokyo, una delle più grandi sale per spettacoli/locali notturni di Tokyo
- Una delle due spiagge nella Tokyo urbana (nuotare non è consigliabile), insieme al parco di Kasai Rinkai nella circoscrizione di Edogawa
- Il Miraikan, il Museo Nazionale delle Scienze e delle Innovazioni Emergenti
- Il Museo della Scienza Marittima (Fune no kagakukan), in passato provvisto di una piscina
- Il parco Shiokaze, il più grande parco dell'isola
- Il parco marino di Odaiba, sede di una replica in scala ridotta della statua della Libertà
- Lo Small Worlds, parco in miniatura, inaugurato nel 2020

## Trasporti
Due linee della Shuto Expressway permettono l'accesso all'isola di Odaiba: la Route 11 entra dalla stazione centrale di Tokyo attraversando il Rainbow Bridge, mentre la Wangan Route entra da Shinagawa attraverso il Tokyo Port Tunnel e dalle zone di Tokyo e Chiba lungo la baia ad est.
Con i trasporti pubblici Odaiba è accessibile da Shinbashi attraverso il sistema di transito automatizzato Yurikamome, così come con la Linea Rinkai, che è gestita privatamente e che corre tra Ōsaki e Shin-Kiba. Gli autobus urbani forniscono un accesso più economico anche se più lento. Tra Tokyo e Odaiba fanno servizio anche i traghetti.

## Odaiba nella finzione

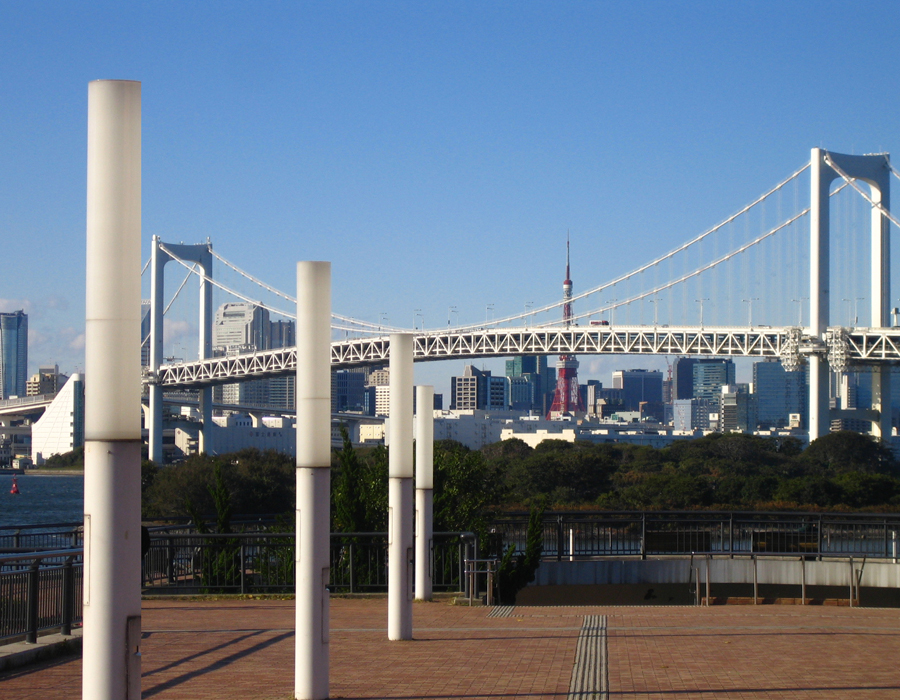
Vista da Odaiba

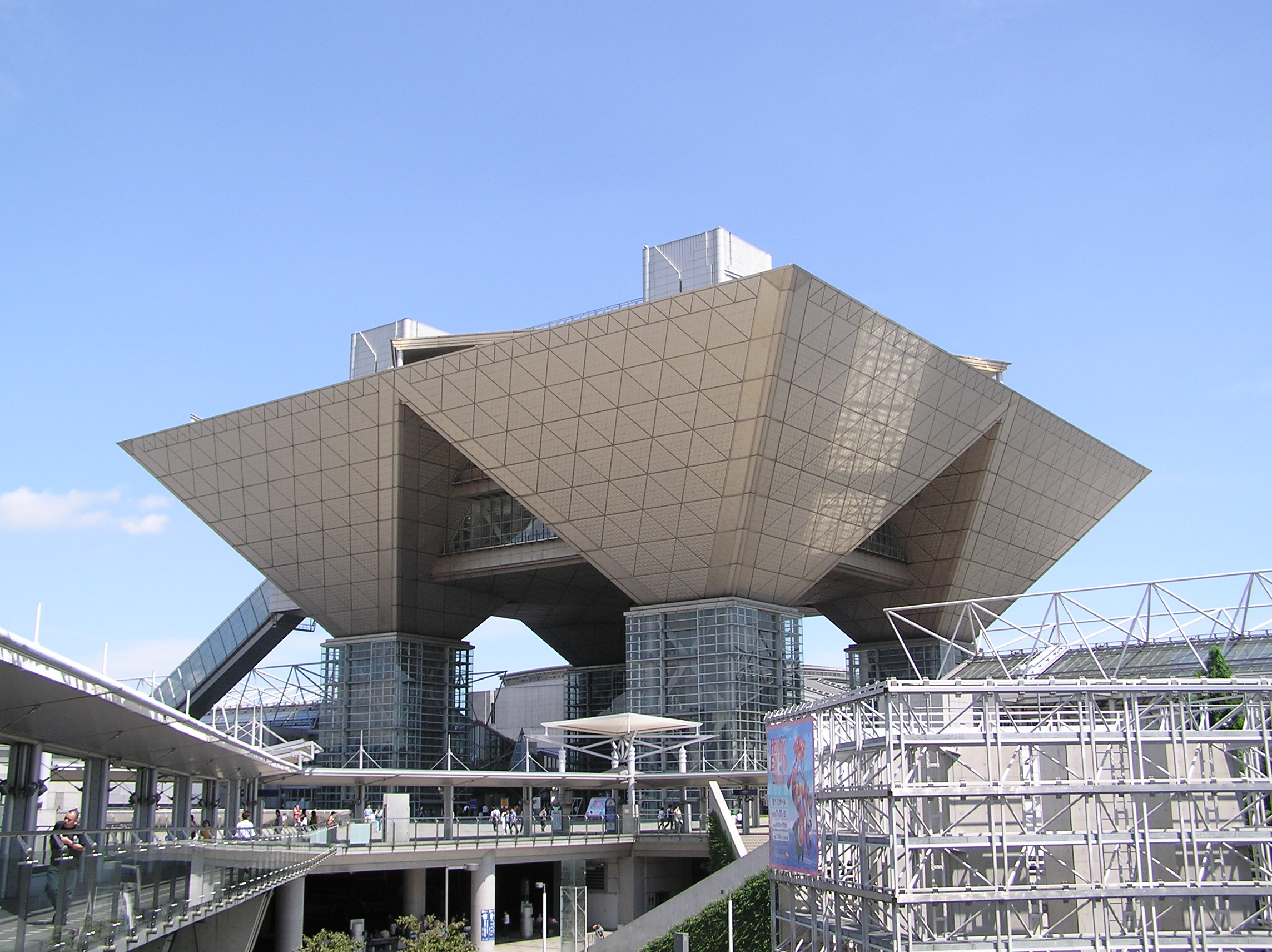
Tokyo Big Sight

Questa città ha una parte importante nelle serie anime Digimon Adventure e Digimon Adventure 02 come città natale dei primi due gruppi di Bambini Prescelti (Chosen Children). Il programma metteva in evidenza ambientazioni reali come la ruota panoramica Daikanransha, il Rainbow Bridge, il Tokyo Big Sight e la Fuji TV; sull'isola sono ambientati anche i primi due episodi di Tokyo Magnitude 8.0. Una località romanzata vicina a Odaiba, conosciuta come "Infinity Bank", compare nella terza stagione del manga Sailor Moon, e un progetto edilizio con una storia simile, "Marine Cathedral", fa una breve, seppur significativa, apparizione nell'anime corrispondente.